# Le Lion et l'Agneau
 (mars 2021).

Le Lion et l'Agneau est un film québécois de Luc Beauchamp sorti en 1995.

## Fiche technique
Sauf indication contraire, les informations mentionnées dans cette section peuvent être confirmées par la base de données cinématographiques IMDb,  présente dans la section « Liens externes ».
- Titre original : Le lion et l'agneau
- Réalisation : Luc Beauchamp
- Scénario : Jean de La Fontaine (non crédité)
- Musique : Lyle Mays
- Durée : 8 minutes

## Distribution
Sauf indication contraire, les informations mentionnées dans cette section peuvent être confirmées par la base de données cinématographiques IMDb,  présente dans la section « Liens externes ».
- Pierre Barbarie : Le policier qui fait la circulation
- Chantal Beaupré : La femme au landau
- Richard Beaupré : ?